# Народний визвольний рух Судану (північне крило)
Народний визвольний рух Судану (північне крило) (англ. Sudan People's Liberation Movement – North; араб. حركة الشعبية لتحرير السودان-الشمال; трансліт. Harakat Al-Sha'abi Li-Tahrir Al-Sudan-Al-Shamal), чи SPLM–N, це заборонена політична партія та військова організація в Республіці Судан. В даний час вона активна в основному в штатах Блакитний Ніл і Південний Кордофан, де її збройна гілка займається активним повстанням проти уряду Судану.

## Історія
SPLM–N був переважно заснований організацією Народного визвольного руху, яка перебувала у Судані після голосування за незалежність в Південному Судані у 2011 році. Незважаючи на Всебічну мирну угоду, в Судані продовжувався конфлікт на низькому рівні. Конфлікт з центральними органами влади призвів до того, що аль-Башир заборонив партію. Південний Судан також підтримує операції SPLA-N в Судані, подібно до того, як Судан підтримує антиурядові групи в Південному Судані.

### Відновлення конфлікту

#### Південний Кордофан
19 липня 2011 року, незабаром після незалежності Південного Судану, SPLM-N у Південному Кордофані та Рух за справедливість і рівність в Дарфурі провели скоординований напад на суданську армію в Pisea, що на південь від столиці штату Кадуглі. У серпні Радіо Дабанг повідомив, що повстанці набирають обертів проти урядових сил. Конфлікт призвів до витіснення майже 400 тисяч жителів Нубайських гір та прилеглих до них районів.

#### Блакитний Ніл
Спори з приводу законності уряду штату Блакитний Ніл призвели до відновлення насильства наприкінці серпня-початку вересня 2011 року. У вересні та жовтні SPLA-N утворив уряд, заснований у Курмук, який взяв на себе контроль над великою частиною держави. Конфлікт у Блакитному Нілі викликав побоювання щодо нової кризи біженців та повернення до громадянської війни.
У вересні 2012 року Amnesty International повідомила, що на вчителя та активістку SPLM-N Джалила Хаміс Коко прокурором було накладено шість звинувачень, в першу чергу пов'язаних з державною безпекою. Організація заявила, що це, як видається, "було проведено винятково через її гуманітарну роботу та мирне вираження своїх поглядів", і назвала Коко бранкою в'язниці совісті.  Вона була звільнена після судового слухання 20 січня 2013 року.

## Цілі та ідеологія
Партія описує себе як "суданський національний рух, який намагається змінити політику центру в Хартумі та побудувати новий центр на благо всіх суданців, незалежно від їхньої релігії, статі чи етнічного походження". Після відновлення конфлікту партія закликала до переговорів та припинення вогню, однак деякі лідери SPLA-N попереджали про потенційний другий розподіл Судану.

## Управління
Партію очолює Малік Агар, та генеральний секретар Ясир Арман - кандидат у президенти.

## Дивись також
- Найваська мирна угода

## Зовнішні посилання
- Official website. Архів оригіналу за квітень 19, 2015. Процитовано липень 14, 2017. (англ.) (араб.)
- Save Jalila - Website raising awareness of Jalila Khamis Koko